# Cosmarium subimpressulum
Cosmarium subimpressulum là một loài Song tinh tảo trong họ Desmidiaceae, thuộc chi Cosmarium.